# Monumenti e luoghi d'interesse ai Castelli Romani

## Monumenti e luoghi d'interesse

### Chiese e conventi
Frascati
- Basilica cattedrale di San Pietro
- Chiesa di Santa Maria in Vivario
- Chiesa del Gesù
- Convento dei Padri Cappuccini
- Chiesa di San Bonaventura

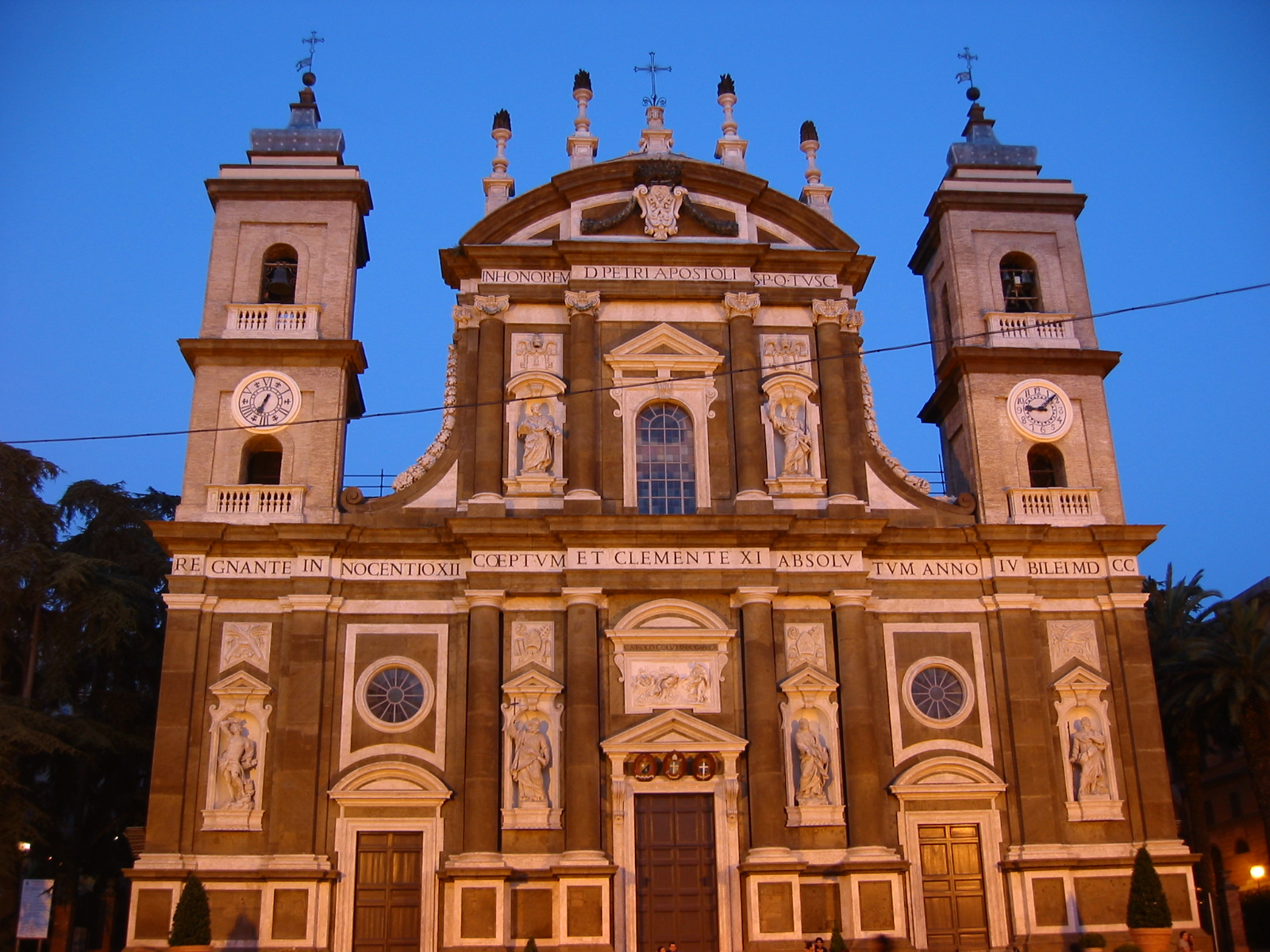
La Cattedrale di San Pietro a Frascati

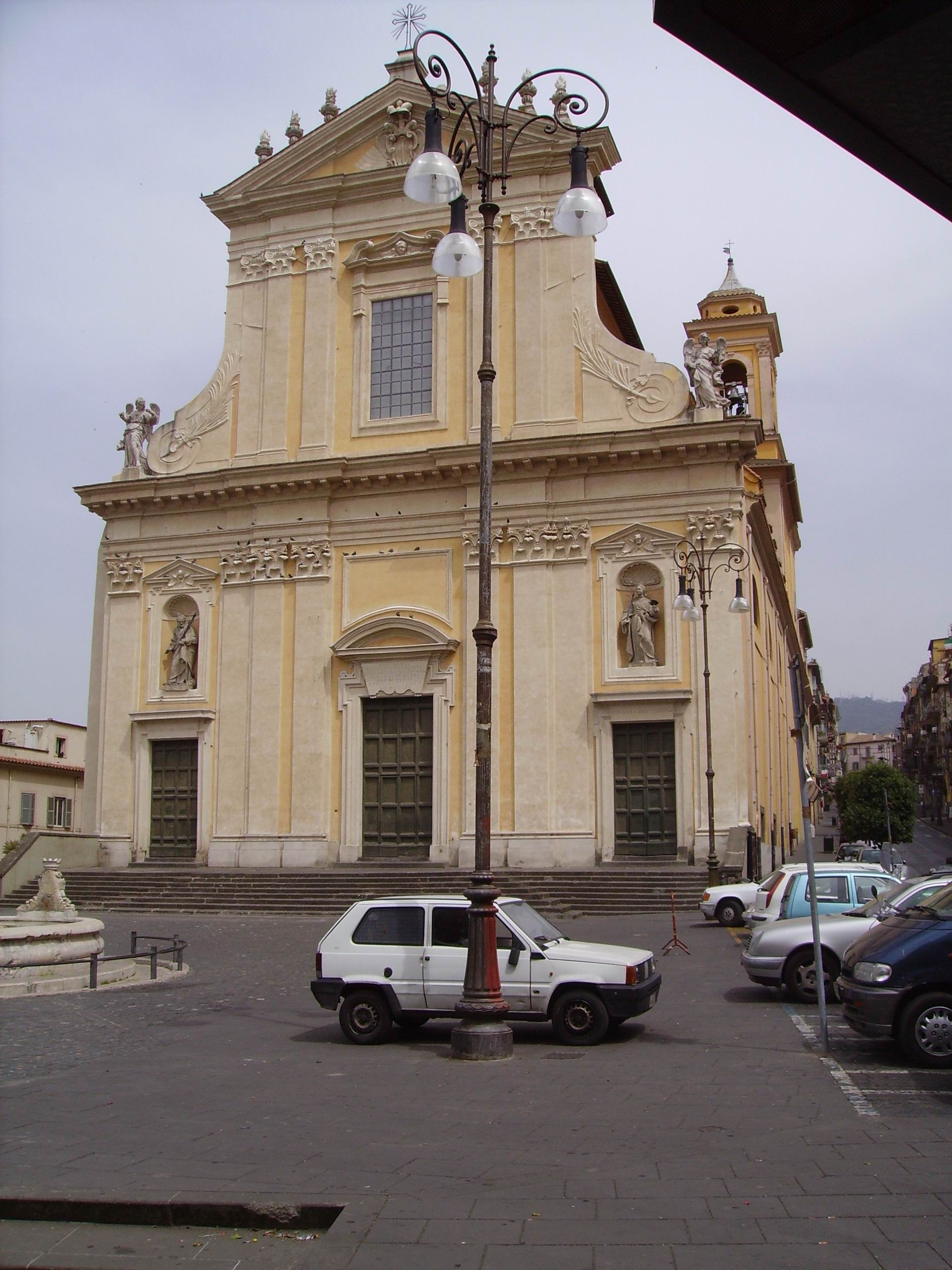
La Basilica di San Barnaba Apostolo a Marino

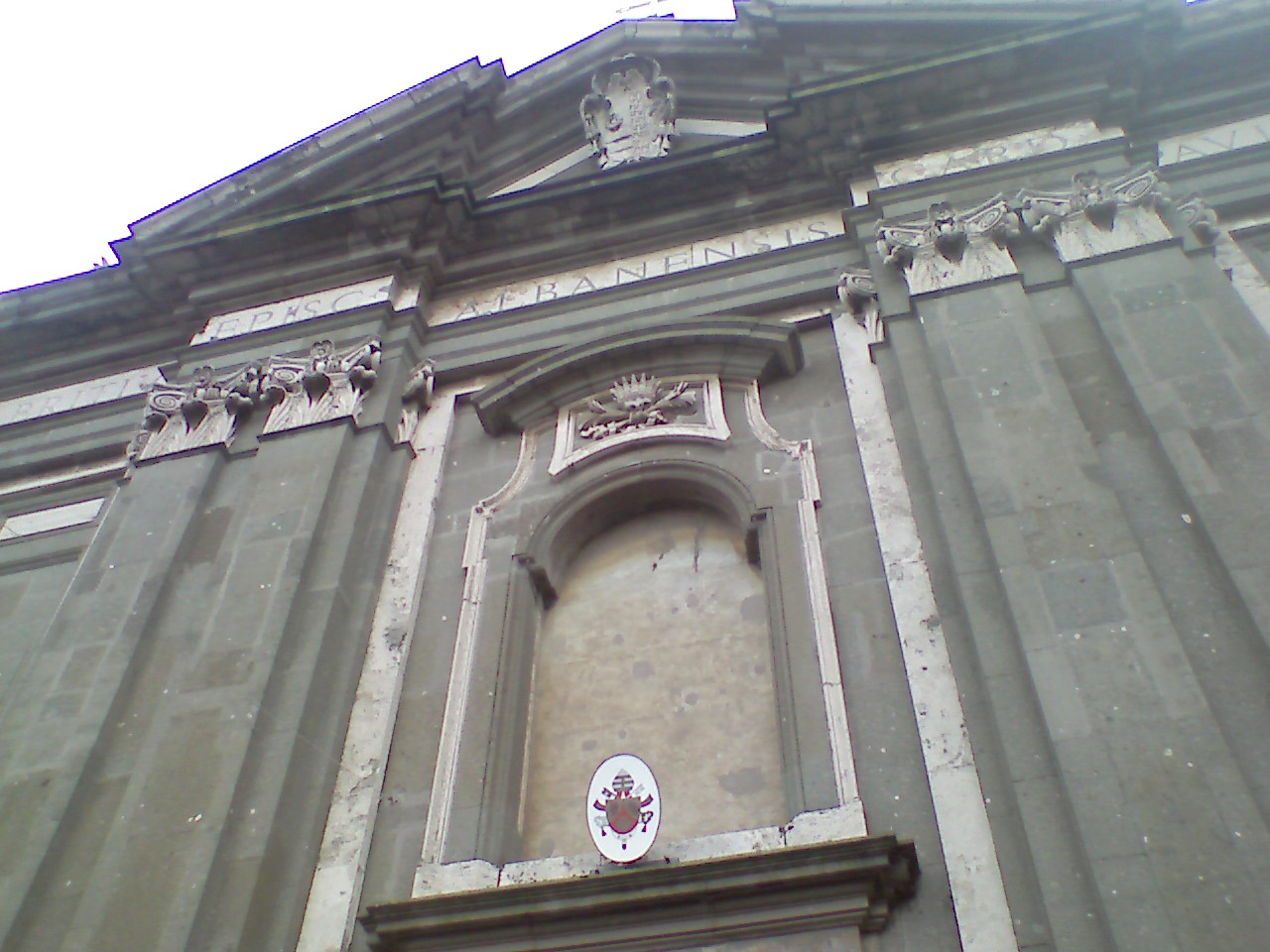
La Basilica Cattedrale di San Pancrazio ad Albano Laziale

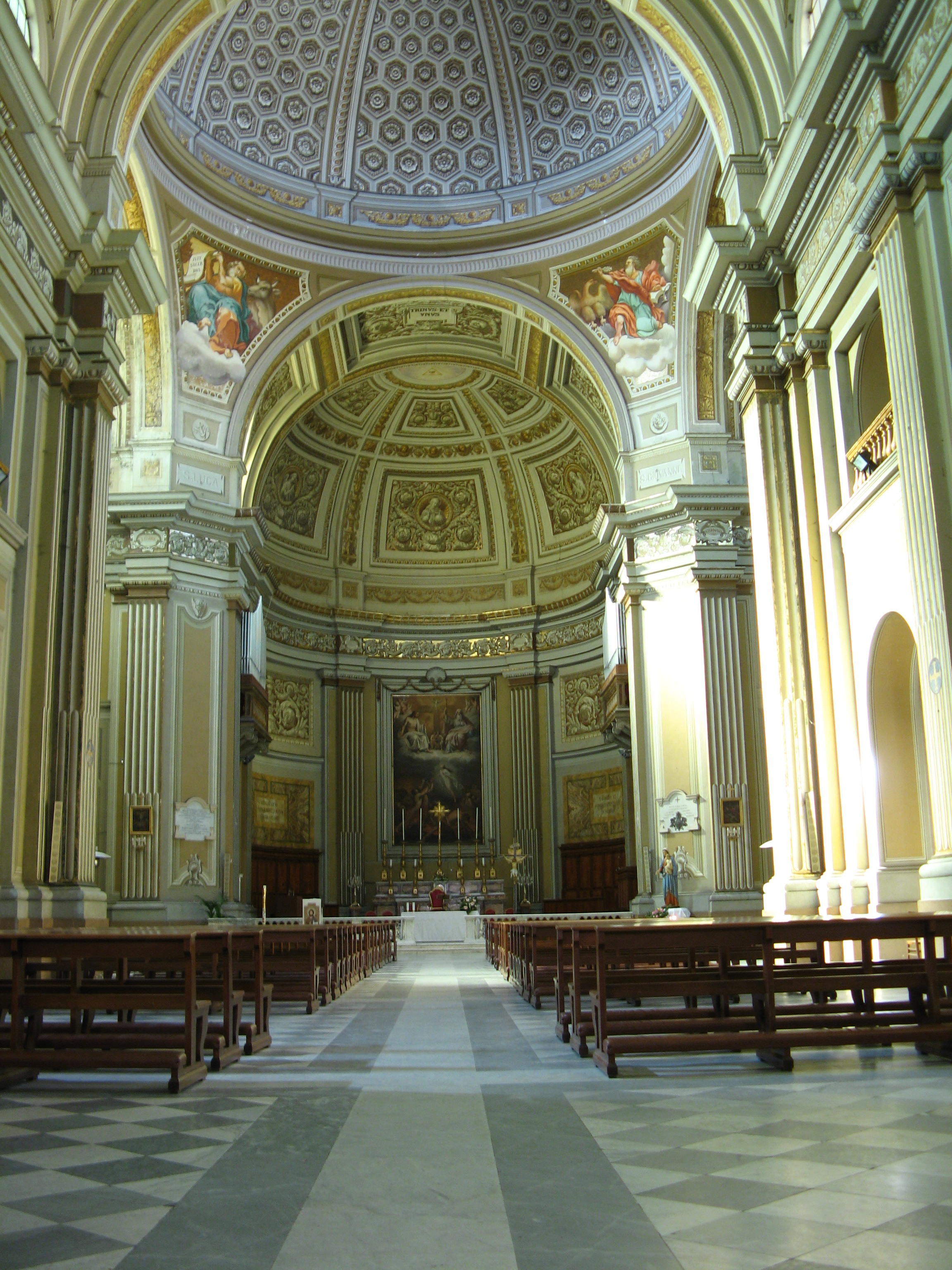
La Collegiata della Santissima Trinità a Genzano di Roma

- Santuario di Santa Maria del Capocroce

Grottaferrata
- Abbazia di San Nilo
- Chiesa del Sacro Cuore
- Chiesa di San Pio X (Squarciarelli)

Marino
- Basilica di San Barnaba
- Chiesa della Santissima Trinità
- Chiesa di Santa Maria delle Grazie
- Convento del Santissimo Rosario
- Convento dei Padri Trappisti (Frattocchie)
- Santuario di Santa Maria dell'Acquasanta
- Chiesa di Santa Rita da Cascia (Cava dei Selci)
- Chiesa della Natività della Beata Vergine Maria (Santa Maria delle Mole)
- Chiesa di San Giuseppe (Frattocchie)
- Chiesa di Santa Maria Ausiliatrice (Fontana Sala)

Castel Gandolfo
- Collegiata di San Tommaso da Villanova
- Chiesa di Santa Maria Assunta
- Chiesa della Madonna del Lago (Lago Albano)
- Chiesa della Madonna della Cona
- Chiesa di San Paolo

Albano Laziale
- Basilica cattedrale di San Pancrazio
- Chiesa di San Pietro
- Chiesa di San Paolo
- Convento dei Padri Cappuccini
- Chiesa di Santa Maria della Stella
- Santuario di Santa Maria della Rotonda
- Chiesa di San Filippo Neri (Cecchina)

Ariccia
- Collegiata di Santa Maria Assunta
- Santuario di Santa Maria di Galloro (Galloro)
- Chiesa di Santa Maria Assunta (Fontana di Papa)

Genzano di Roma
- Collegiata della Santissima Trinità
- Chiesa di Santa Maria della Cima
- Chiesa di Santa Maria Annunziata

Nemi
- Parrocchiale di Santa Maria del Pozzo
- Santuario del Crocifisso

Lanuvio
- Collegiata di Santa Maria Maggiore
- Santuario di Santa Maria delle Grazie

Velletri

- Basilica Cattedrale di San Clemente Magno
- Chiesa di Santa Maria del Trivio
- Chiesa di San Martino da Tours
- Convento dei Padri Cappuccini

Lariano
- Parrocchiale di Sant'Eurosia

Rocca di Papa
- Parrocchiale di Santa Maria Assunta
- Santuario di Santa Maria del Tufo
- Ex-convento di Palazzolo

Rocca Priora
- Parrocchiale di Santa Maria Assunta
- Chiesa di San Giuseppe Artigiano al Buero

Monte Compatri
- Parrocchiale di Santa Maria Assunta
- Convento di San Silvestro
- Santuario di Santa Maria del Castagno

Monte Porzio Catone
- Parrocchiale di San Gregorio Magno
- Eremo di Camaldoli

Colonna
- Parrocchiale di San Nicola

### Palazzi e ville

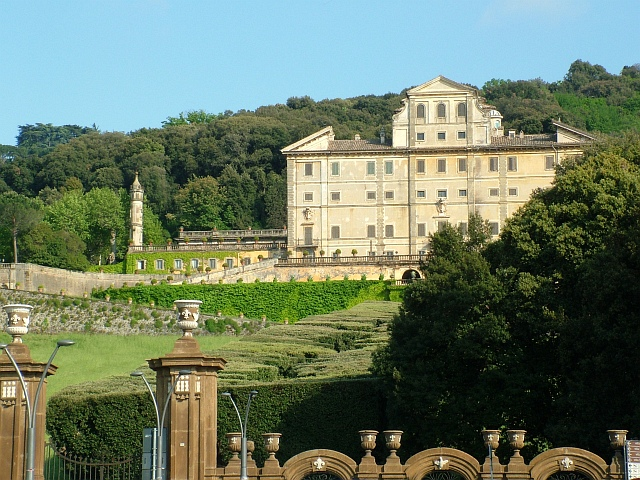
Villa Aldobrandini a Frascati

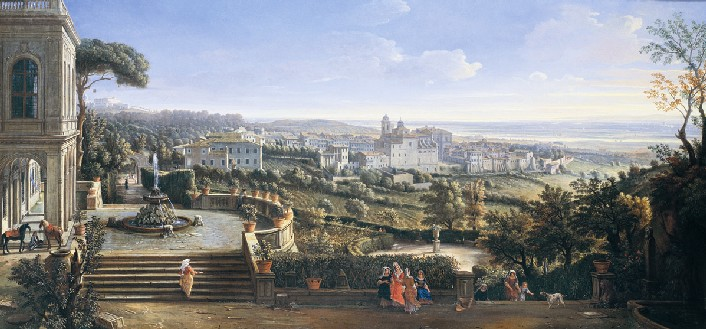
Villa Colonna di Belpoggio a Marino

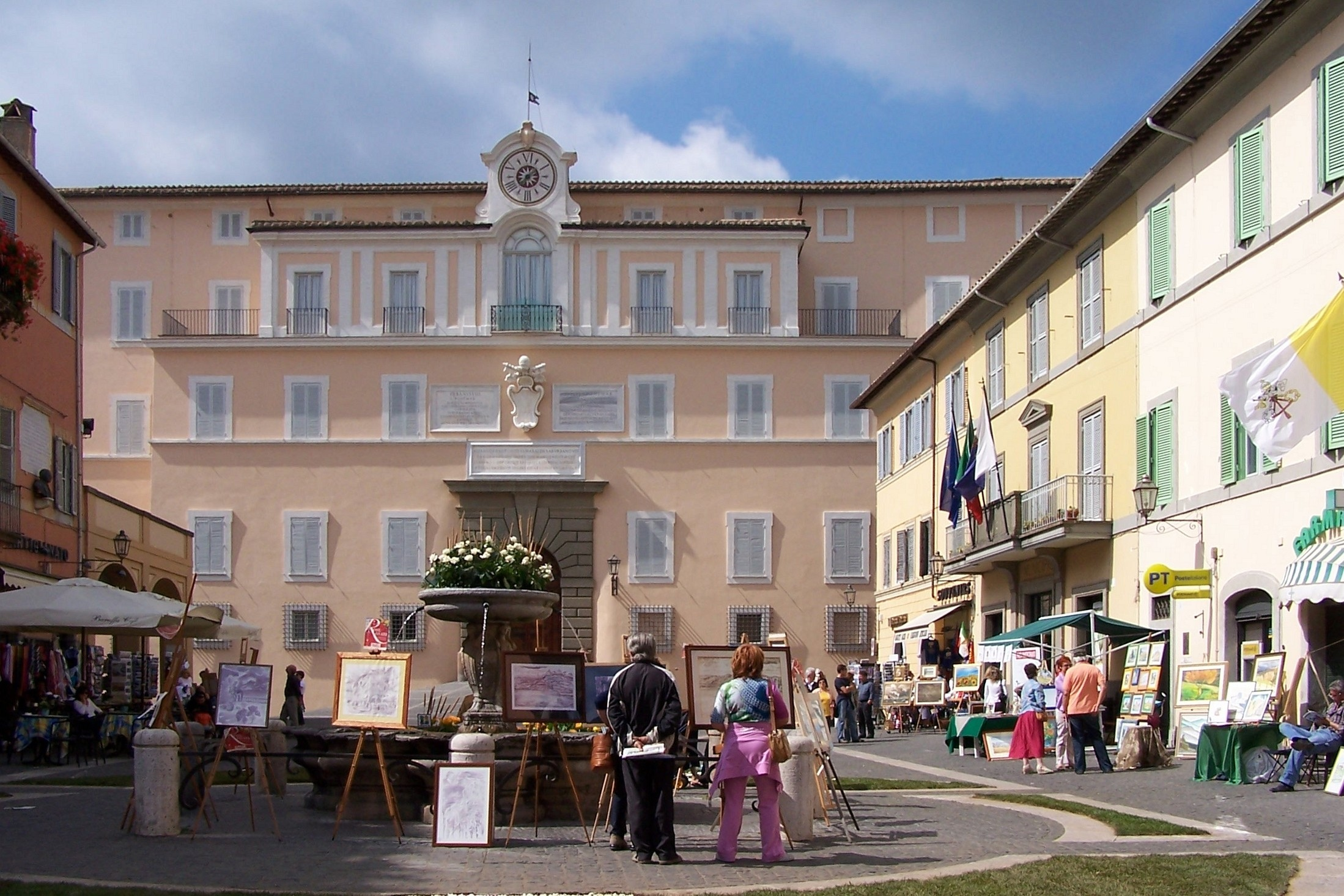
Il Palazzo Pontificio di Castel Gandolfo

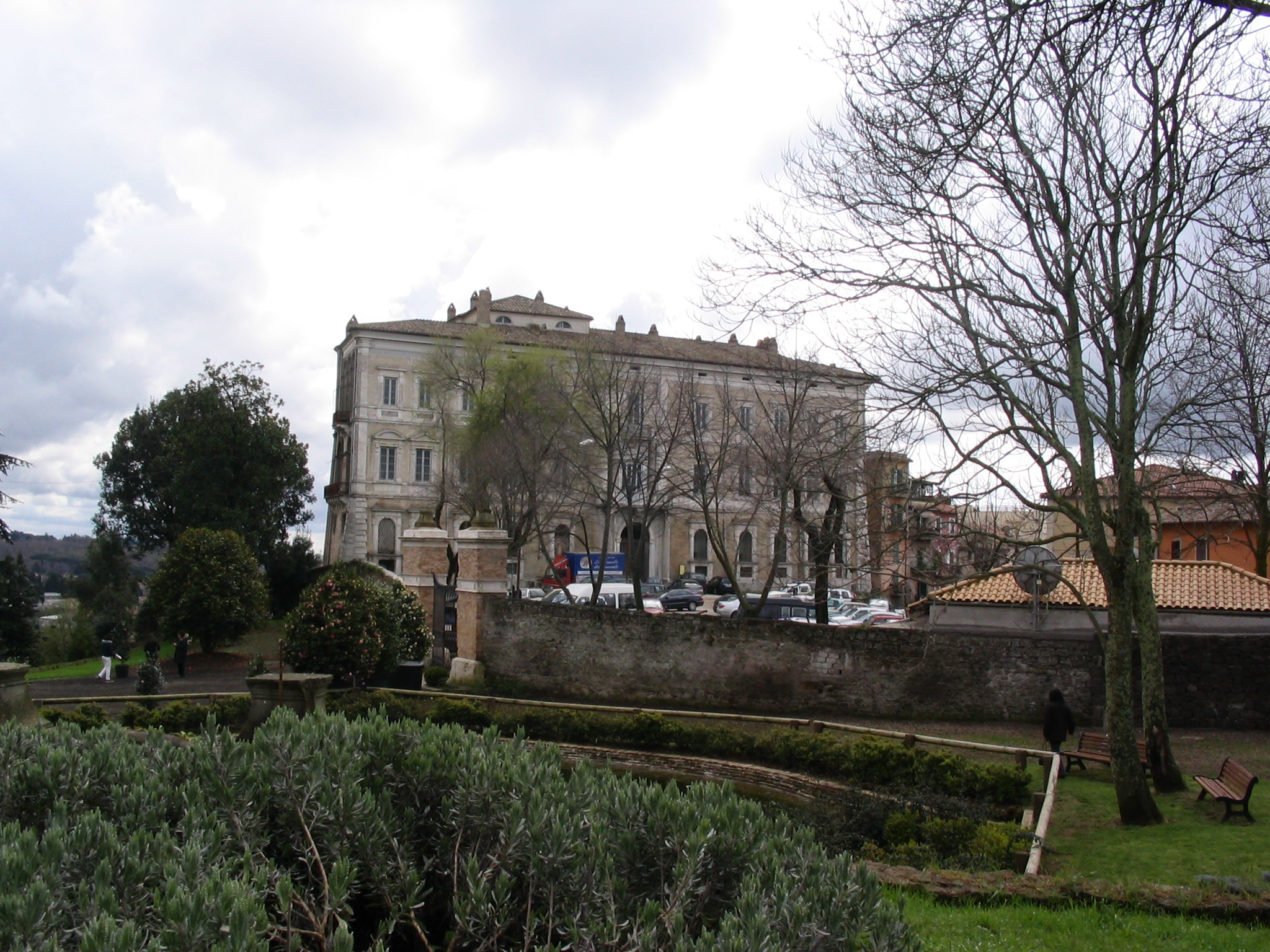
Palazzo Sforza-Cesarini a Genzano di Roma visto da Parco Sforza-Cesarini

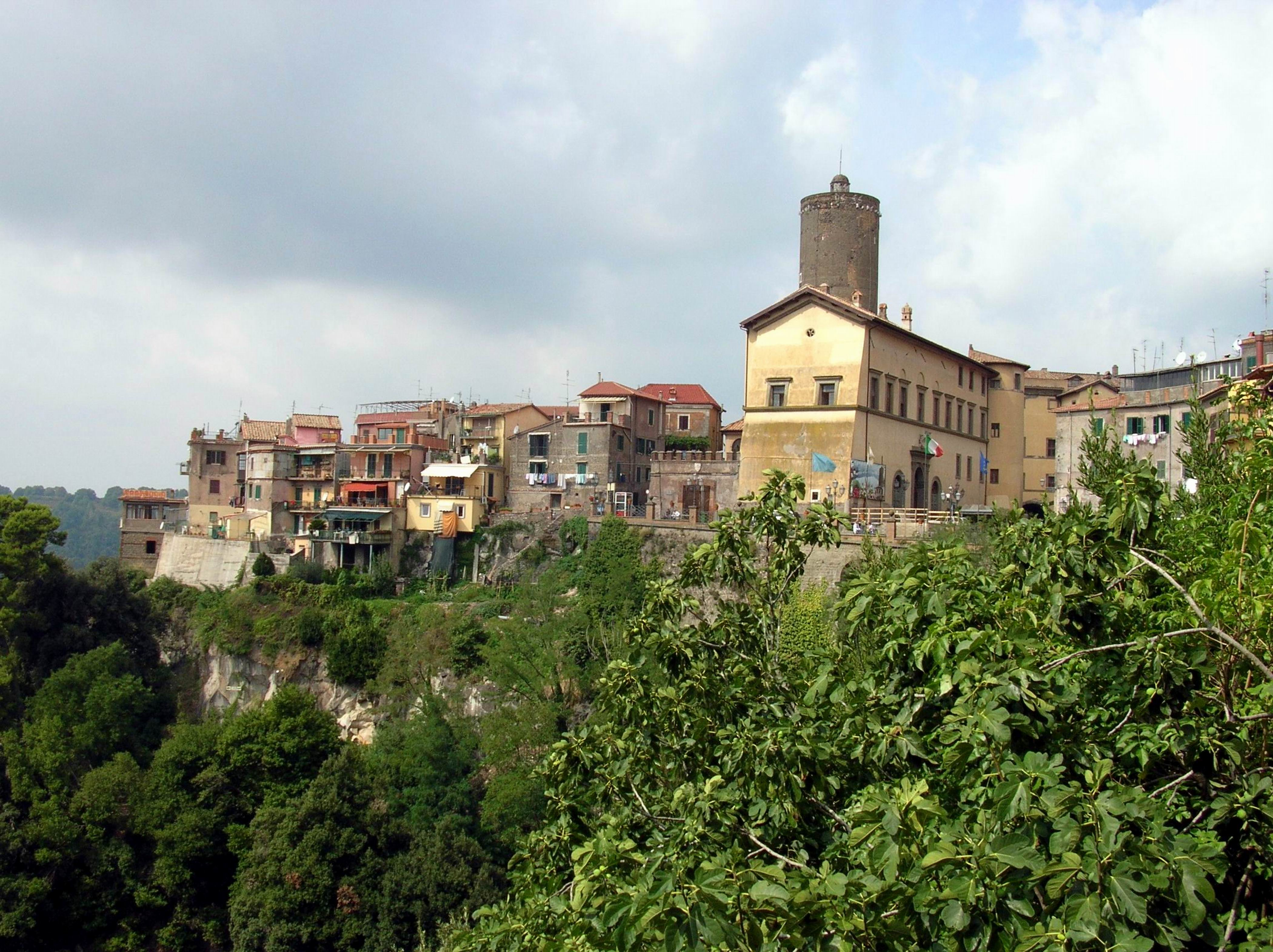
Nemi e Palazzo Ruspoli con la caratteristica torre

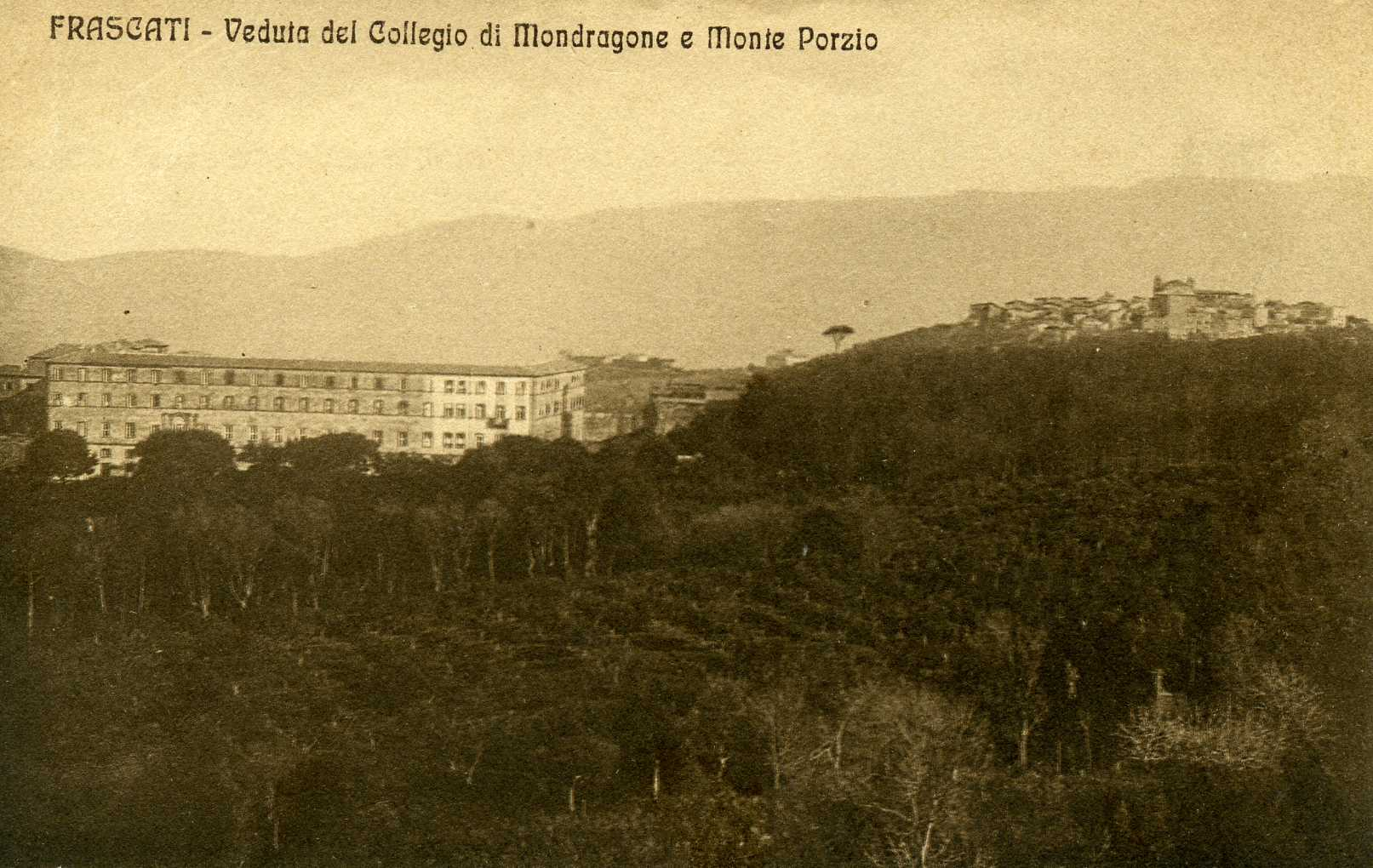
Villa Mondragone a Monte Porzio Catone

Frascati
- Palazzo Marconi.
- Palazzo della Rocca.
- Villa Aldobrandini.
- Villa Grazioli.
- Villa Sora.
- Villa Falconieri.
- Villa Torlonia.

Grottaferrata
- Palazzo Santovetti.
- Palazzo della Commenda.
- Villa Muti.
- Villa Lancellotti.

Marino
- Palazzo Colonna.
- Palazzo Matteotti.
- Villa Colonna di Belpoggio.
- Villa della Sirena.
- Barco Colonna.
- Giardini Colonna.

Castel Gandolfo
- Palazzo Pontificio.
- Villa Barberini.

Albano Laziale
- Palazzo Savelli.
- Palazzo Vescovile.
- Palazzo Pamphilj.
- Villa Doria-Pamphilj.
- Villa Ferrajoli.
- Villa Venosa.

Ariccia
- Palazzo Chigi.
- Barco Chigi.

Genzano di Roma
- Palazzo Sforza-Cesarini.
- Parco Sforza-Cesarini.

Nemi
- Palazzo Ruspoli.

Lanuvio
Velletri
- Palazzo Comunale.
- Palazzo Ginnetti.
- Palazzo Vecchio.
- Villa Borgia.

Lariano
Rocca di Papa
- Villa del Cardinale.

Rocca Priora
Monte Compatri
- Palazzo Annibaldi.

Monte Porzio Catone
- Palazzo Borghese.
- Villa Gammarelli.
- Villa Mondragone.
- Barco Borghese.
- Villa Parisi.
- Villa Vecchia.

Colonna
- Palazzo Colonna.

### Castelli e fortificazioni

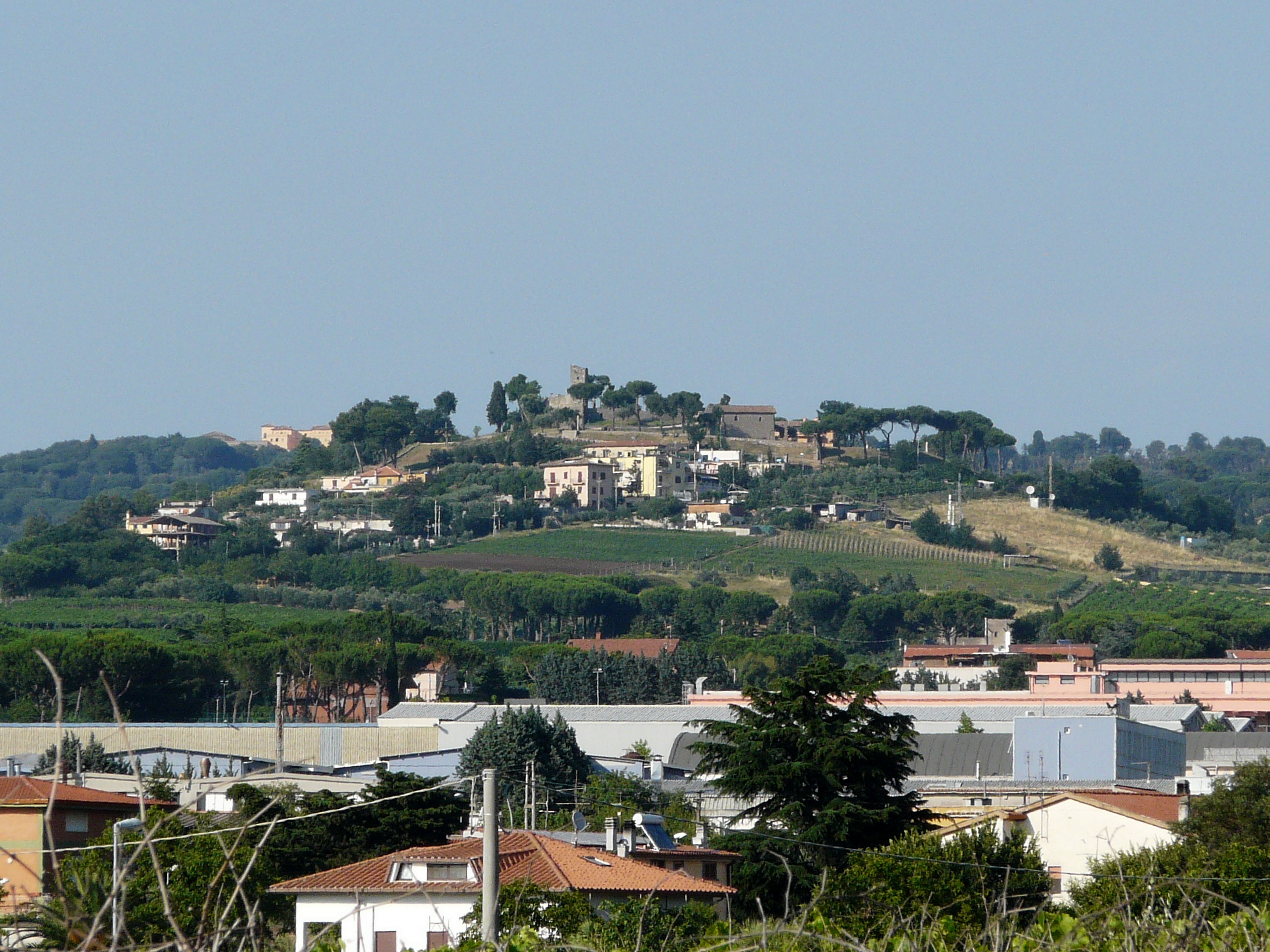
Castel Savello ad Albano Laziale

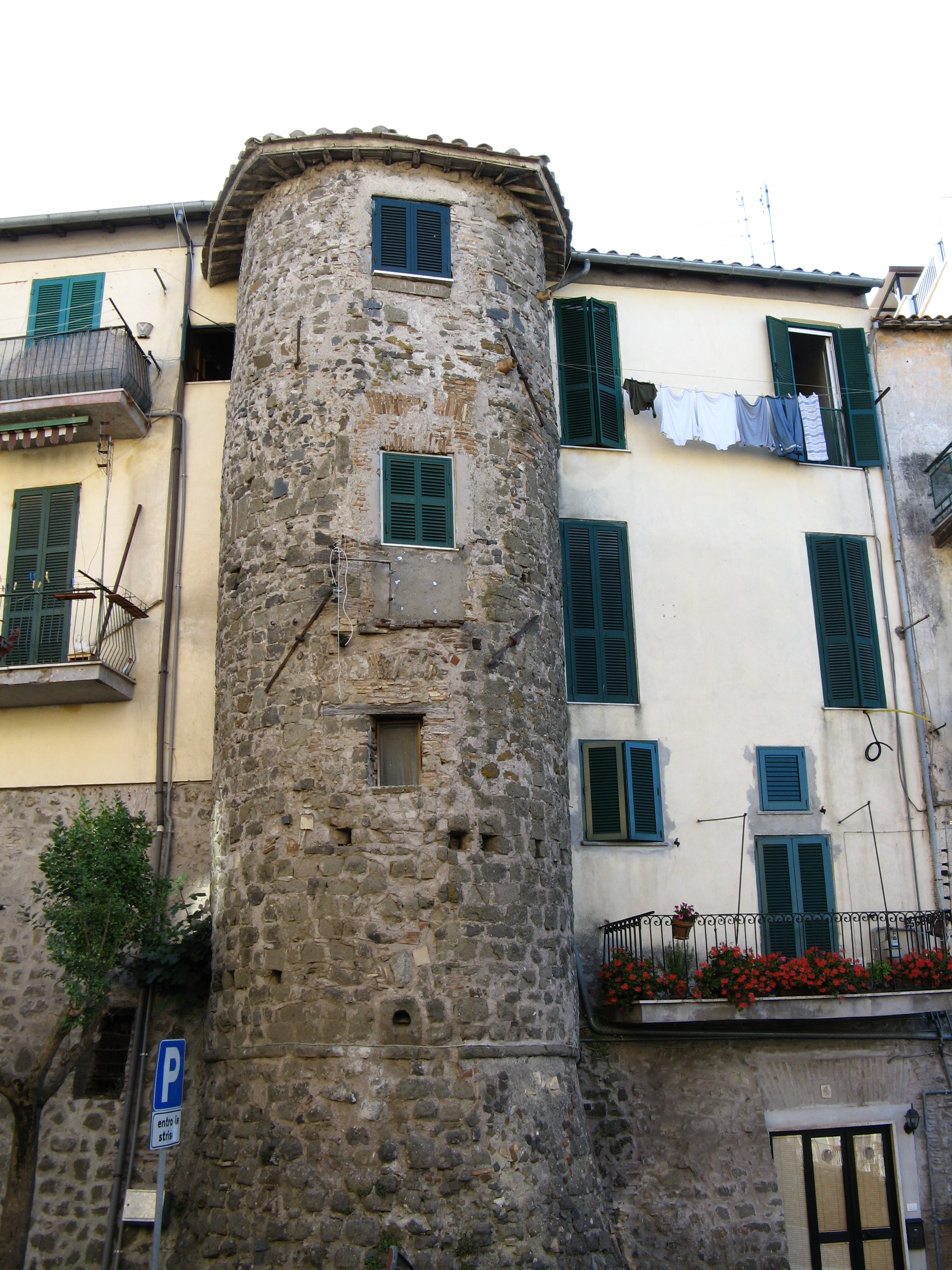
Torre saracinesca a Genzano di Roma

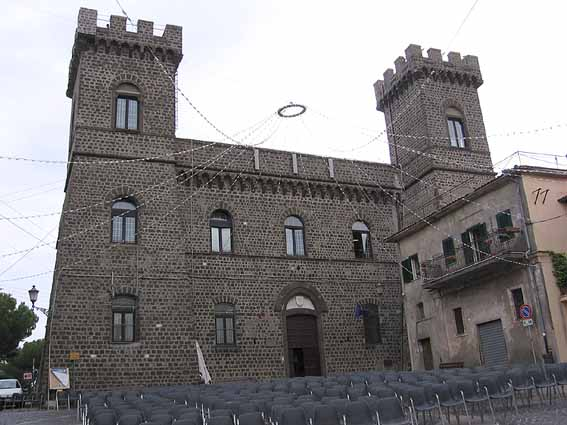
Palazzo Savelli a Rocca Priora

I Castelli Romani devono il loro toponimo alle fortificazioni edificate sulle alture di questi luoghi da varie famiglie baronali romane. La maggior parte di quelle fortificazioni oggi sono state tuttavia distrutte o "ingentilite" e tramutate in residenze estive.
Ad oggi, l'unica vera fortificazione completamente conservata della zona è rappresentata dalla cerchia muraria dell'Abbazia di San Nilo a Grottaferrata, realizzata nel XVI secolo dall'abate commendatario Giuliano Della Rovere.
Rimangono visibili parti più o meno consistenti delle antiche fortificazioni anche nei centri storici di: Marino, con le torri della Rocca Frangipane in piazza Giacomo Matteotti, scampate sia agli sventramenti seicenteschi che ai bombardamenti del 1944; Genzano di Roma, con la torre "saracinesca" del Corso Vecchio, salvatasi dall'estetizzazione ottocentesca; Lanuvio, con la cinta muraria del centro storico e le torri del XVI secolo ancora presenti; e Nemi, con la torre di Palazzo Ruspoli, inglobata in quest'ultima struttura.
Gli antichi castelli baronali che invece sono stati riadattati a residenza patrizia a partire dal XV secolo, sono:
- Palazzo Vescovile o della Rocca a Frascati.
- Palazzo Colonna a Marino, edificato sulla trecentesca Rocca Orsini; sul fianco occidentale, rimasto incompiuto, si vedono ancora le antiche mura della Rocca, chiamate "mura bramantesche" per una probabilmente erronea attribuzione del progetto di esse al Bramante: invece il bastione della Rocca venne inglobato nel costruendo palazzo progettato da Antonio da Sangallo il Giovane.
- Palazzo Pontificio di Castel Gandolfo, edificato su progetto di Carlo Maderno a partire dal 1628 sui resti dell'antico Castrum Ganduplhorum, il castello baronale che fu già dei Gandolfi e poi dei Savelli.
- Palazzo Savelli ad Albano Laziale, edificato a partire dal XII secolo dai Savelli al centro di Albano, sulla via Appia, come complesso fortificato, di questa antica funzione restano testimonianza solo le due torri e la scarpata situate sul retro del palazzo, in piazza San Pietro.
- Museo di geofisica di Rocca di Papa a Rocca di Papa, edificato nel nucleo principale al tempo di papa Eugenio III, è stata usata a lungo come fortezza pontificia prima di divenire un osservatorio astronomico.
- Palazzo Savelli a Rocca Priora, edificato come castello dei Savelli e cadente fino al XIX secolo, è stato ricostruito dal Comune dopo il 1870, diventato sede municipale.
- Palazzo Borghese a Monte Porzio Catone, nato presumibilmente come ingresso fortificato al paese.

Numerose sono le fortificazioni erette nelle campagne a controllo di vie di comunicazioni importanti o siti strategici, e tra questi vanno menzionati: 
- Borghetto di Grottaferrata, sulla via Anagnina in comune di Grottaferrata, la cui cerchia è oggi quasi interamente integra; edificato nel X secolo dai Conti di Tuscolo, passò alla famiglia Savelli e infine all'Abbazia di San Nilo di Grottaferrata;
- Castello di Molara, nella Valle Latina sempre in territorio di Grottaferrata, edificato dalla famiglia Annibaldi che ne fece il proprio principale castello nella zona; fu abbandonato nel corso del XVI secolo;
- Castel Savello, in comune di Albano Laziale, fu un importante castello dei Savelli raso al suolo nel 1436 e spopolatosi del tutto nel XVII secolo;
- Castello di Malafitto, edificato dai Savelli e in seguito appartenuto ai Colonna, i suoi resti sono situati a picco sul Lago Albano tra i comuni di Albano Laziale, Ariccia e Rocca di Papa, domina l'antica via postale tra Roma e Velletri ed è collocato in un'area ricca di acque;
- Castel de Paolis, situato tra Marino e Grottaferrata su un'antica villa romana, appartenne all'Abbazia di San Nilo di Grottaferrata;
- Castel San Gennaro, situato presso la località Landi tra Genzano di Roma e Velletri lungo l'antico tracciato della via Appia, fu a lungo conteso tra la Comunità velletrana e i Colonna;
- Castello di Lariano, in comune di Lariano, fu antica e importante castellania inalieanbile di proprietà dei Savelli sulle pendici del Monte Artemisio, fu distrutto nel 1436;
- Castelluccia, ubicato in comune di Marino, l'antico castello sorse nel X secolo e venne raso al suolo da Cola di Rienzo nel 1347;
- Torre Iacova, situata in comune di Colonna, è un importante punto di vedetta sulla Valle Pedana;
- Torrione Micara, situato in comune di Frascati, è una torre di vedetta sulla via Tuscolana;
- Tor di Montagnano, situata tra i comuni di Albano Laziale, Ariccia e Genzano di Roma, è un'antica torre di vedetta posta verso il mar Tirreno.

### Fontane e monumenti

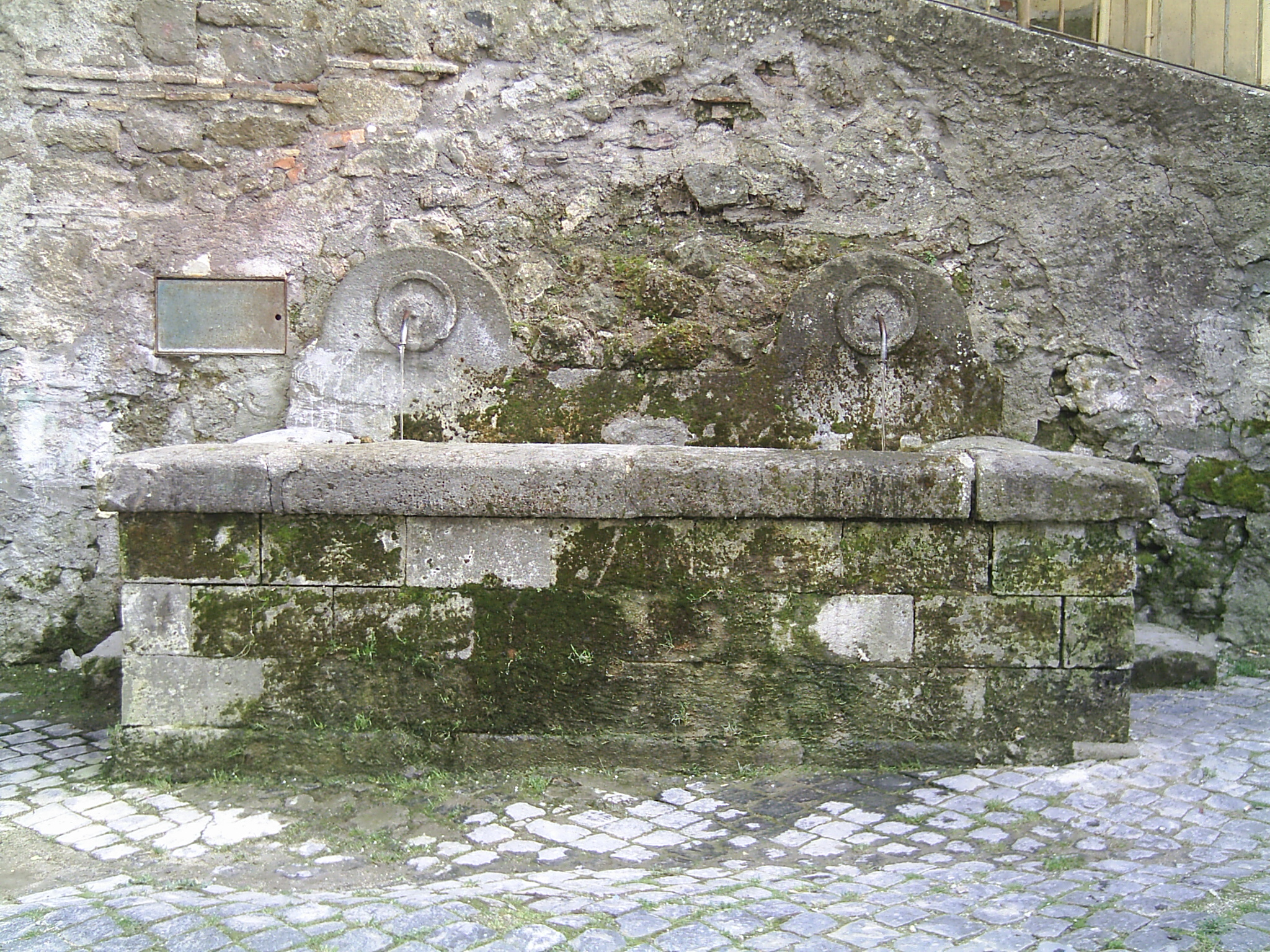
Il fontanile di piazza XX Settembre a Rocca di Papa

Tra le fontane più note dei Castelli c'è sicuramente la seicentesca fontana dei Quattro Mori di piazza Giacomo Matteotti a Marino, risalente al 1632 e nota per il "miracolo del vino", che si ripete ogni anno per la Sagra dell'Uva. Ancora, a Marino è presente la fontana del Tritone, opera dello scultore Michele Tripisciano risalente al 1889.
Un'altra nota fontana del Vino è situata a Genzano di Roma, in piazza Tommaso Frasconi, e risale al XIX secolo.
La fontana degli Scogli a Lanuvio è una celebre opera dell'architetto Carlo Fontana risalente al 1675, situata in piazza Giuseppe Mazzini.
È monumentale anche la fontana di piazza San Pietro a Frascati, risalente al XVII secolo e costruita in abbinamento alla vicina Cattedrale di San Pietro.
Gian Lorenzo Bernini forse realizzò il progetto della "Barcaccia" di piazza Giuseppe Garibaldi a Rocca di Papa, realizzata in un unico blocco tufaceo. Sempre a Rocca di Papa, sono notevoli la fontana di piazza della Repubblica, risalente al XIX secolo, e il fontanile di piazza XX Settembre, già piazza Vecchia, risalente all'epoca di edificazione del castello.
A Velletri, molte fontane monumentali furono realizzate nel XVII secolo dopo che l'ingegnere Giovanni Fontana porto a termine la costruzione dell'acquedotto: tra le altre, ricordiamo la fontana monumentale di piazza Cairoli, edificata nel 1622, originariamente accoppiata sulla stessa piazza ad una fontana gemella rimasta incompiuta e quindi distrutta, e la fontana monumentale di piazza Mazzini, realizzata nel 1612 con la raffigurazione di alcune scene mitologiche.

### Resti archeologici

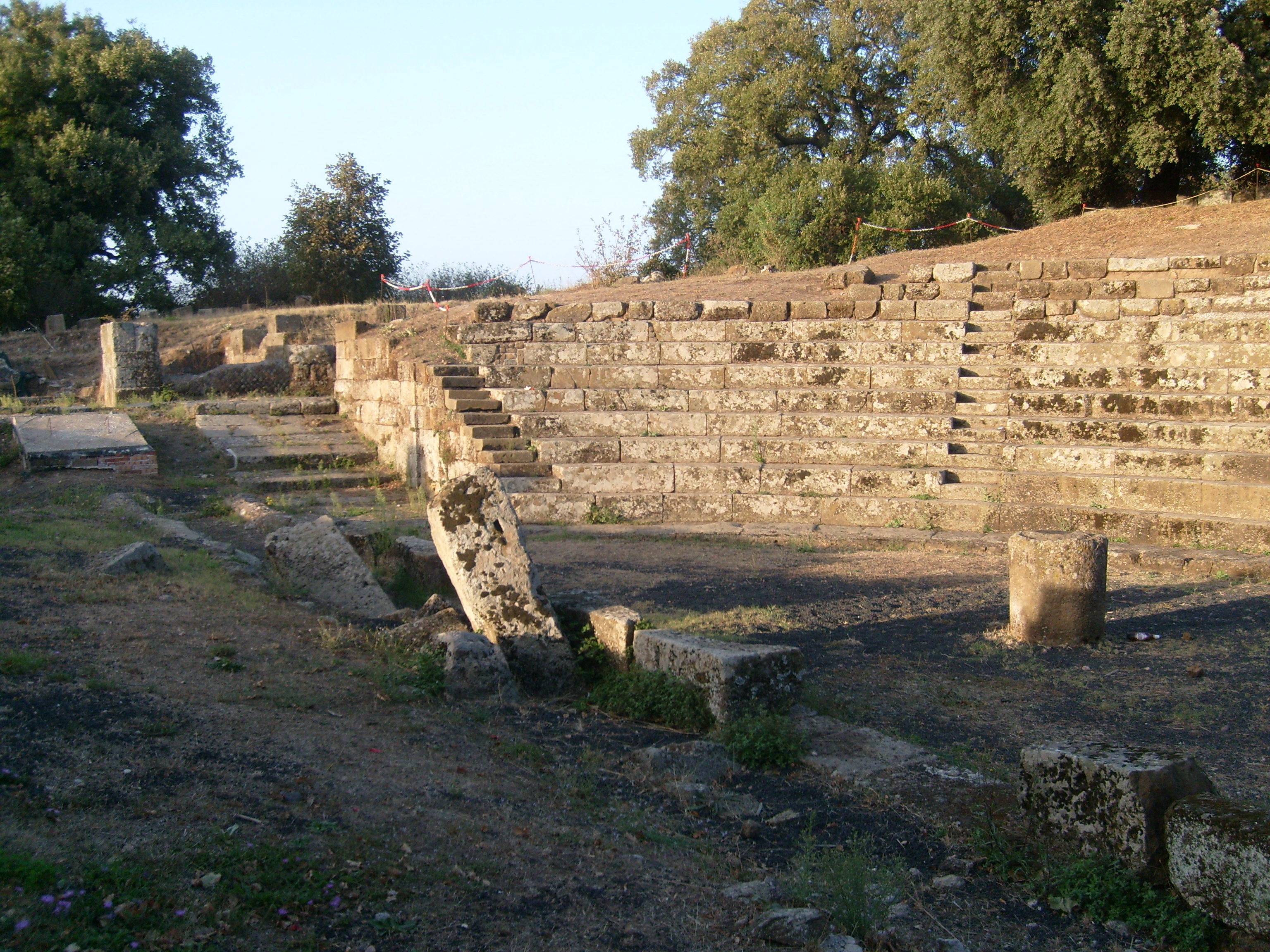
Il teatro romano di Tusculum

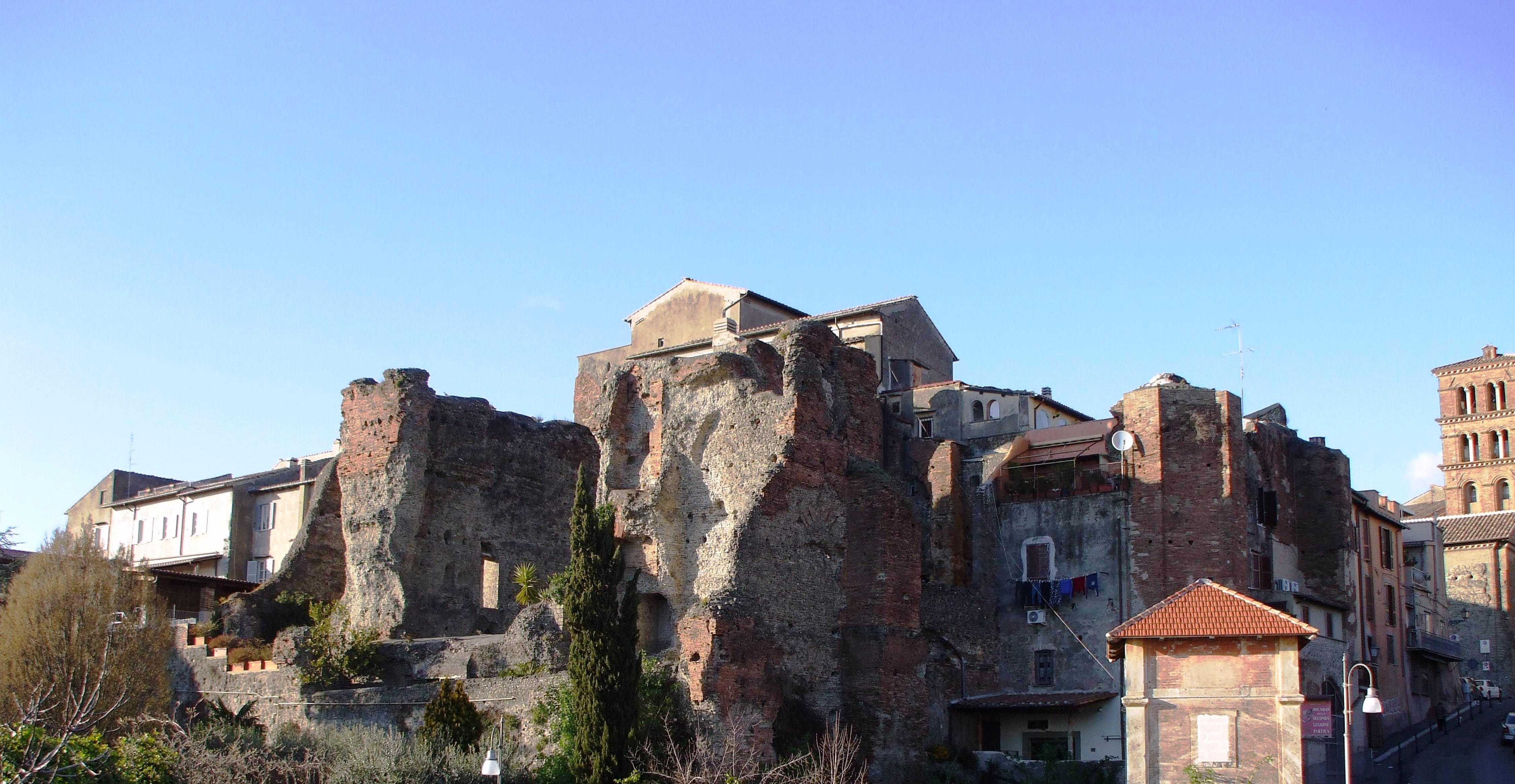
Le Terme di Cellomaio ad Albano Laziale

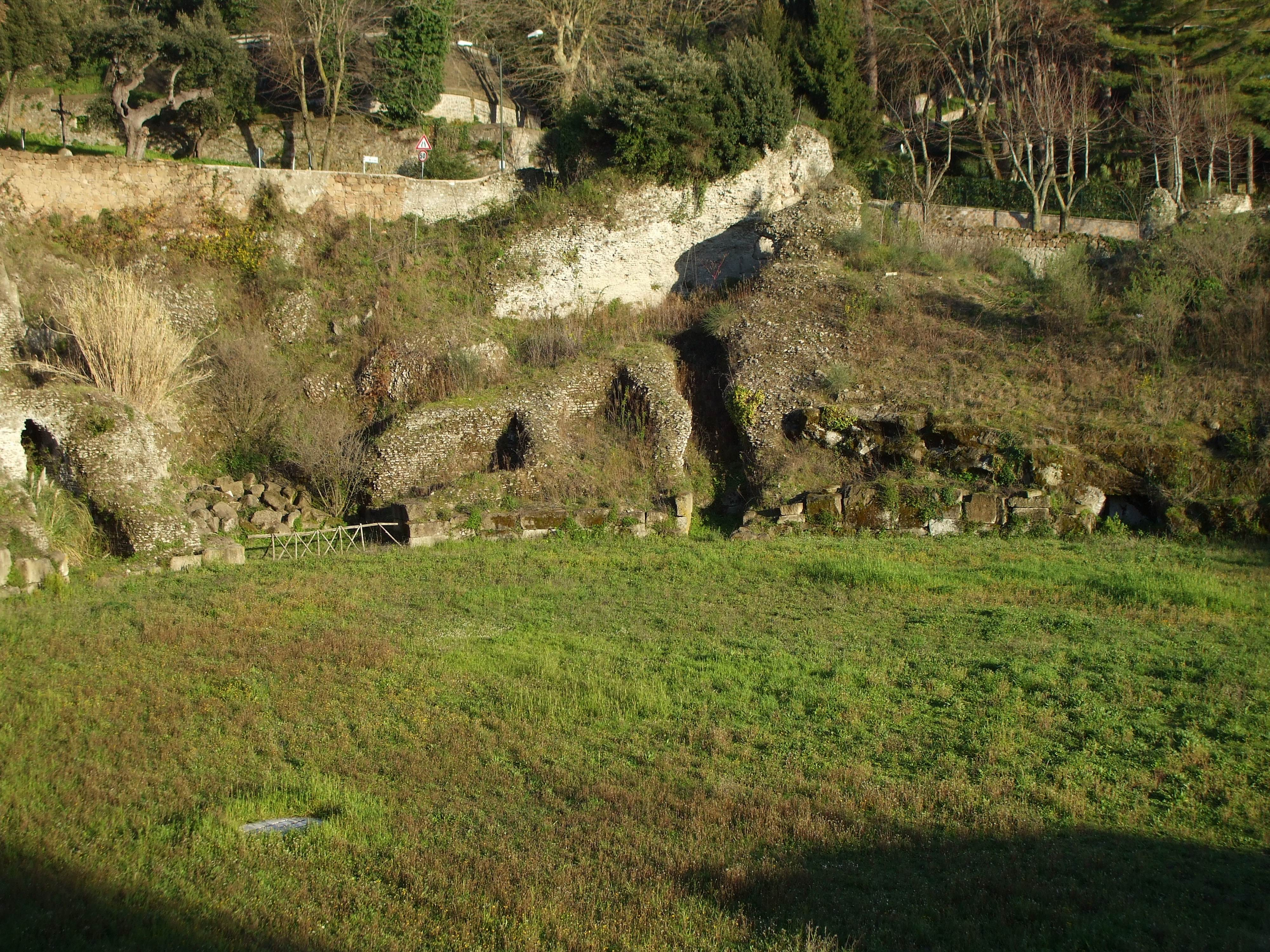
L'Anfiteatro Severiano di Albano Laziale

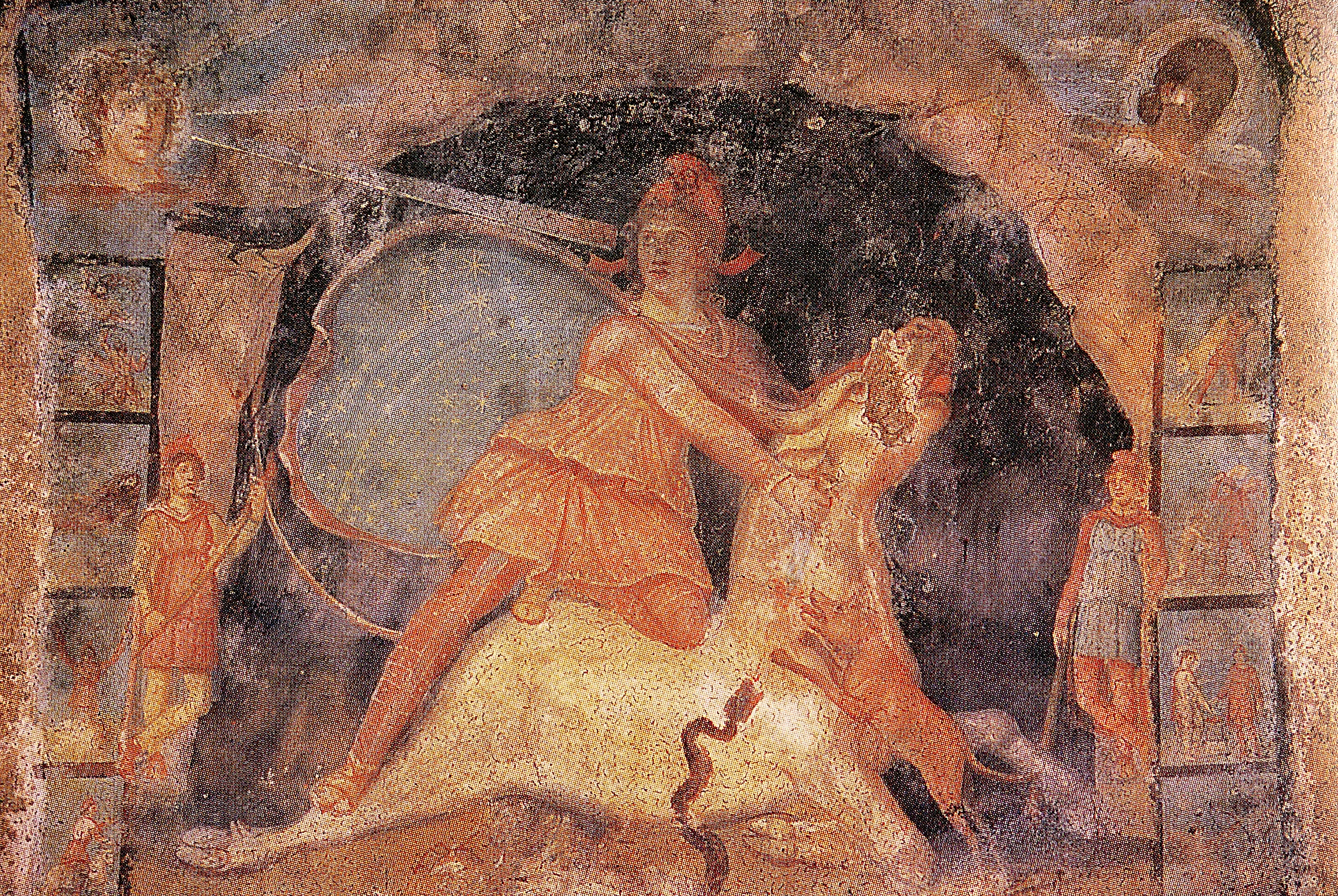
L'affresco del mitreo di Marino

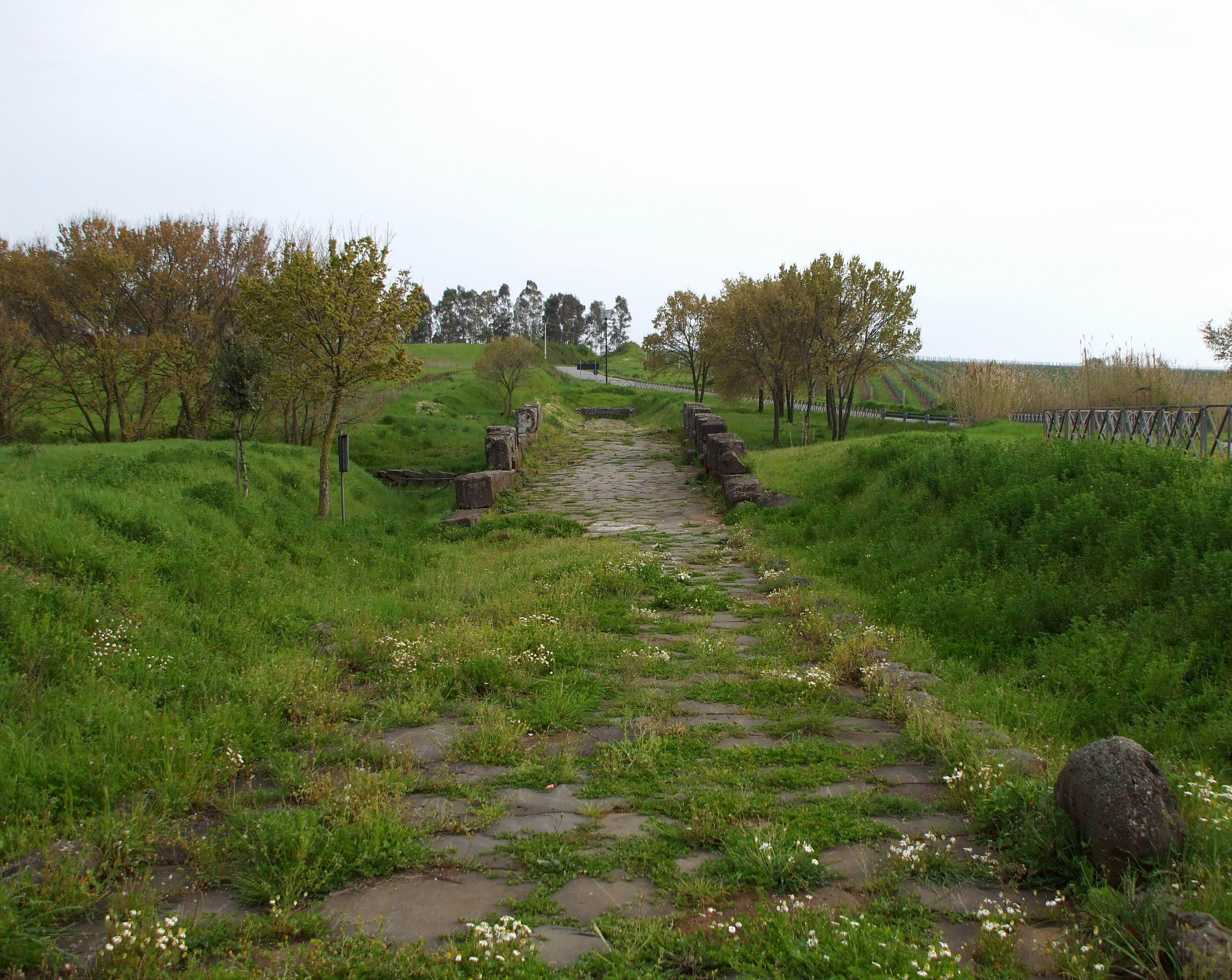
Ponte Loreto e la via romana per Anzio a Lanuvio

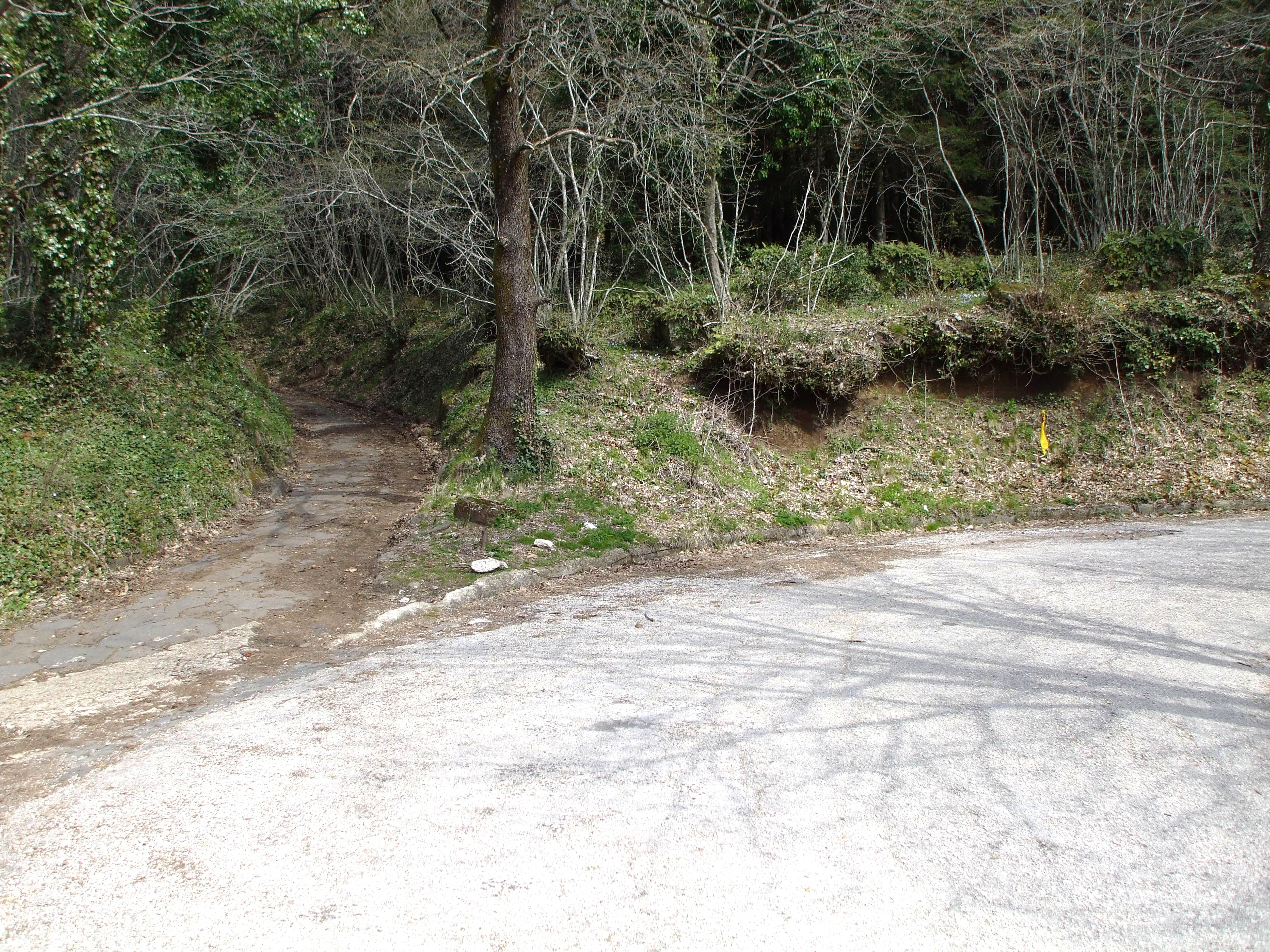
Antico e recente: la via Sacra e la strada panoramica di Monte Cavo verso la vetta, a Rocca di Papa

Il territorio dei Castelli Romani è una delle aree più ricche di reperti archeologici della provincia di Roma. Sono da menzionare particolarmente:
- Rovine di Tusculum, in comune di Monte Porzio Catone. Antica città latina, fondata sul Tuscolo, fu a lungo potente antagonista di Roma; nel Medioevo, divenne residenza dei potenti Conti di Tuscolo, fino a che non venne rasa al suolo nel 1191. Sulla sommità del colle rimangono i ruderi di numerose ville suburbane, fra cui un fondo di Marco Tullio Cicerone, resti dell'abitato, del foro e del teatro romano, dell'acropoli e di varie costruzioni medioevali, fra cui anche una chiesa.
- Circuito archeologico dei Castra Albana, ad Albano Laziale. I Castra Albana furono un complesso fortificato edificato sulla via Appia da Settimio Severo come alloggiamento della Legio II Parthica. Oggi restano in luce le grandi Terme di Caracalla o di Cellomaio, la Porta Pretoria, i Cisternoni, l'Anfiteatro, e parte dell'antica cerchia muraria, oltre al ninfeo romano che oggi è occupato dal Santuario di Santa Maria della Rotonda.
- Museo delle Navi e Tempio di Diana Nemorense, in comune di Nemi sul lago di Nemi. Il Museo delle Navi è stato costruito nel 1932, ma le due grandi navi attribuite a Caligola sono state bruciate durante la seconda guerra mondiale nel 1944. Restano tuttavia alcuni reperti interessanti, assieme ai resti del famoso tempio di Diana Nemorense, noto per la pratica dell'elezione del rex Nemorenses.
- Mitreo di Marino, a Marino. Scoperto nel 1962, è uno dei due mitrei dipinti d'Italia oltre che uno dei meglio conservati al mondo.
- Complesso monumentale di Lanuvium, a Lanuvio. È il complesso rappresentato dall'antica città latina e poi romana e dall'annesso tempio di Giunone Sospita. Interessante anche ponte Loreto, poco fuori dall'abitato moderno, ponte romano della via Anziate.
- Villa di Domiziano a Castel Gandolfo, inclusa all'interno delle Ville pontificie di Castel Gandolfo. È un enorme complesso residenziale voluto dall'imperatore Domiziano, dotato di circo, teatro, santuario, ninfei e palazzo monumentale. Sono visibili i ruderi del criptoportico, del teatro, e dell'ingresso al palazzo.

Altri siti di interesse archeologico sono quello di Bovillae, in comune di Marino, in cui sono venuti alla luce resti del circo romano, e di Aricia, in comune di Ariccia, dove sono visibili i resti del monumentale viadotto della via Appia.
In età romana, vennero edificate varie ville suburbane sui Colli Albani. Oltre alla grande Villa di Domiziano a Castel Gandolfo, sono oggi visibili alcune di queste ville, mentre altre sono andate distrutte. Fra le più importanti:
- Villa di Gneo Pompeo Magno, ad Albano dentro Villa Doria-Pamphilj;
- Villa di Publio Clodio Pulcro, a Castel Gandolfo, in località Ercolano;
- Villa di Aulo Vitellio Germanico, ad Ariccia, in località Monte Gentile;
- Villa di Gaio Giulio Cesare, a Nemi;
- Villa della gens Ottavia, a Velletri;
- Villa degli Scriboni-Libones, tra Marino e Grottaferrata, in località Colle Cimino;
- Villa di Lucio Licinio Lucullo, a Frascati.

Si pensa che una villa romana sorgesse anche in prossimità dell'attuale cimitero di Genzano di Roma. Invece l'ubicazione di una villa di Marco Tullio Cicerone è poco chiara, forse perché possedeva due tenute, una villa vera e propria a Grottaferrata, nel sito dell'Abbazia di San Nilo, e un fondo sul Tuscolo.
Due catacombe sono state scoperte nel territorio castellano:
- Catacombe di Ad Decimum, a Grottaferrata;
- Catacombe di San Senatore, ad Albano Laziale.

Una terza catacomba venne scoperta nel XVIII secolo sulla via Appia in comune di Marino, ma se ne è persa attualmente l'ubicazione.
Infine luoghi molto importanti dal punto di vista archeologico sono:
- Monte Cavo, in comune di Rocca di Papa, sulla cui vetta sono stati rinvenute agli inizi degli anni venti del XX secolo tracce del leggendario tempio di Giove Laziale, tempio che era il santuario confederale della Lega Latina; inoltre le pendici del monte sono calcate dalla Via Sacra, strada lastricata che dalla via Appia giunge alla cima di Monte Cavo attraversando anche il comune di Ariccia.
- Palazzolo, in comune di Rocca di Papa, dove lungo la via Sacra presso la villa del Cardinale c'è un monumento marmoreo, probabile sepoltura di uno Scipione: la fantasia degli antichi pensò che fosse un palazzo dell'antica Alba Longa, donde il toponimo palatiolum. In prossimità di questo sito, comunque, si pensa comunemente sorgesse la leggendaria Alba Longa.

Alcuni resti risalgono anche all'età preistorica: interessanti reperti sono conservati presso il Museo civico di Albano e presso il Museo civico "Oreste Nardini" di Velletri, mentre a Villa Cavalletti, tra Frascati e Grottaferrata, è stata rinvenuta una necropoli neolitica che con una cinquantina di tombe è la necropoli neolitica più grande del Lazio; altri resti preistorici sono stati trovati a Marino, località San Rocco, a Castel Gandolfo, località Pascolari, ad Albano, località Castel Savello e Colle dei Cappuccini, ad Ariccia, località Ginestreto, a Rocca Priora, presso il Monte Algido, a Monte Porzio Catone, sul Tuscolo, e a Velletri.
Recentemente è stata scoperta nel territorio comunale di Albano Laziale, località Cecchina, l'ubicazione dell'antico Lucus Ferentinus, cioè il luogo sacro dove si riuniva la federazione delle città appartenenti alla Lega Latina. Secondo altre ipotesi, il Lucus potrebbe essere ubicato in località Prato della Corte, tra i comuni di Marino e Rocca di Papa, dove già è stato identificato comunemente il Caput Aquae Ferentinum.

### Aree naturali
Il Parco Regionale dei Castelli Romani è un ente di tutela ambientale regionale istituito nel 1984 dalla Regione Lazio nell'area dei Colli Albani. In origine, i territori dei comuni facenti parte del parco erano integralmente inclusi nel perimetro dell'area protetta (legge regionale n° 2 del 13 gennaio 1984), ma già il 28 settembre 1984 le aree assegnate al parco furono drasticamente ridotte, per ovvi motivi legati all'espansione edilizia futura dei centri abitati inclusi. Gli attuali confini del parco, stabiliti nel 1998, sono più vasti dei confini precedenti, per un totale di 15.014 ettari.
Tra le aree naturali più interessanti, ci sono quelle che non sono state colpite dall'espansione del castagno, pianta introdotta a scopi economici tra Seicento e Settecento: il bosco misto -chiamato Q.T.A., querce, tigli ed aceri- sopravvive soprattutto al bosco del Cerquone (Rocca Priora), al bosco dei Cappuccini (Albano Laziale), al Parco Chigi di Ariccia, al bosco Ferentano e al Barco Colonna (Marino), sulle coste del Lago Albano e del Lago di Nemi, sulle sommità di Monte Cavo e del Maschio dell'Ariano, presso la Macchia dello Sterparo (Frascati) e la Selva Rustica (Grottaferrata).